# Arthrocnodax americanus
Arthrocnodax americanus är en tvåvingeart som först beskrevs av Ephraim Porter Felt 1911.  Arthrocnodax americanus ingår i släktet Arthrocnodax och familjen gallmyggor. Inga underarter finns listade i Catalogue of Life.